# Бельсант
Бельсант (фр. Belsentes) — муніципалітет у Франції, у регіоні Овернь-Рона-Альпи, департамент Ардеш. Бельсант утворено 1 січня 2019 року шляхом злиття муніципалітетів Ноньєр i Сен-Жульєн-Лабрусс. Адміністративним центром муніципалітету є Ноньєр. Населення — 547 осіб (01.01.2021).